# Бобот (округ Тренчин)
Бобот (словац. Bobot) — село, громада округу Тренчин, Тренчинський край. Кадастрова площа громади — 16.08 км².
Населення 754 особи (станом на 31 грудня 2020 року).

## Історія
Бобот згадується 1240 і 1332 року.

## Населення
| Рік:            | 1994. | 2004.   | 2014.   | 2024.   |
| --------------- | ----- | ------- | ------- | ------- |
| Кількість осіб: | 771   | 725     | 757     | 719     |
| Різниця:        |       | -5,96 % | +4,41 % | -5,01 % |

| Рік:            | 2023. | 2024.   |
| --------------- | ----- | ------- |
| Кількість осіб: | 728   | 719     |
| Різниця:        |       | -1,23 % |